# Mario Sábato
Mario Sábato (ur. 15 lutego 1945 w Buenos Aires, zm. 3 czerwca 2023 tamże) – argentyński reżyser filmowy i scenarzysta. Autor produkcji Ernesto Sabato, mi padre, poświęconej życiu pisarza Ernesto Sábato.

## Filmografia[1][2]
- India Pravile
- Los golpes bajos (1974)
- Los superagentes biónicos (1977)
- Los superagentes y el tesoro maldito (1978)
- El poder de las tinieblas (1979)
- La fiesta de todos (1979; scenariusz)[a]
- Los Parchís contra el inventor invisible (1981)
- Las aventuras de los Parchís (1982)
- Superagentes y titanes (1983)
- Ernesto Sabato, mi padre (2008)

## Życie prywatne
Syn pisarza Ernesto. Był żonaty z Eeleną, miał czworo dzieci: Guido, Juana, Lucianę i Mercedes.